# Anua hypoxantha
Anua hypoxantha là một loài bướm đêm trong họ Erebidae.